# Erzbistum Otranto
Das Erzbistum Otranto (lat.: Archidioecesis Hydruntina, ital.: Arcidiocesi di Otranto) ist eine in Italien gelegene römisch-katholische Erzdiözese mit Sitz in Otranto.

## Geschichte
Der Überlieferung nach wirkte bereits der Apostel Petrus in Otranto, sodass in römischer Zeit hier eine christliche Gemeinde entstand. Das Erzbistum Otranto wurde im 7. Jahrhundert als Bistum Otranto errichtet. Papst Konstantin I. hielt sich im Jahr 709 auf seiner Reise nach Konstantinopel mehrere Monate in Otranto auf. Im 11. Jahrhundert wurde das Bistum Otranto zum Erzbistum erhoben. Die Bistümer Castro di Puglia, Ugento, Alessano, Gallipoli und Lecce wurden dem Erzbistum Otranto als Suffraganbistümer unterstellt. Im August 1480 wurde der damalige Erzbischof Stefano Pendinelli (1451–1480) während des osmanischen Otranto-Feldzugs getötet, 800 Männer, die sich weigerten, dem Christentum abzuschwören, wurden im selben Jahr hingerichtet.
Am 27. Juni 1818 wurde dem Erzbistum Otranto das Bistum Castro di Puglia angegliedert. Das Erzbistum Otranto verlor am 20. Oktober 1980 durch die Apostolische Konstitution Conferentia Episcopalis Apuliae den Status als Metropolitanbistum und wurde dem Erzbistum Lecce als Suffraganbistum unterstellt.

## Einzelnachweise

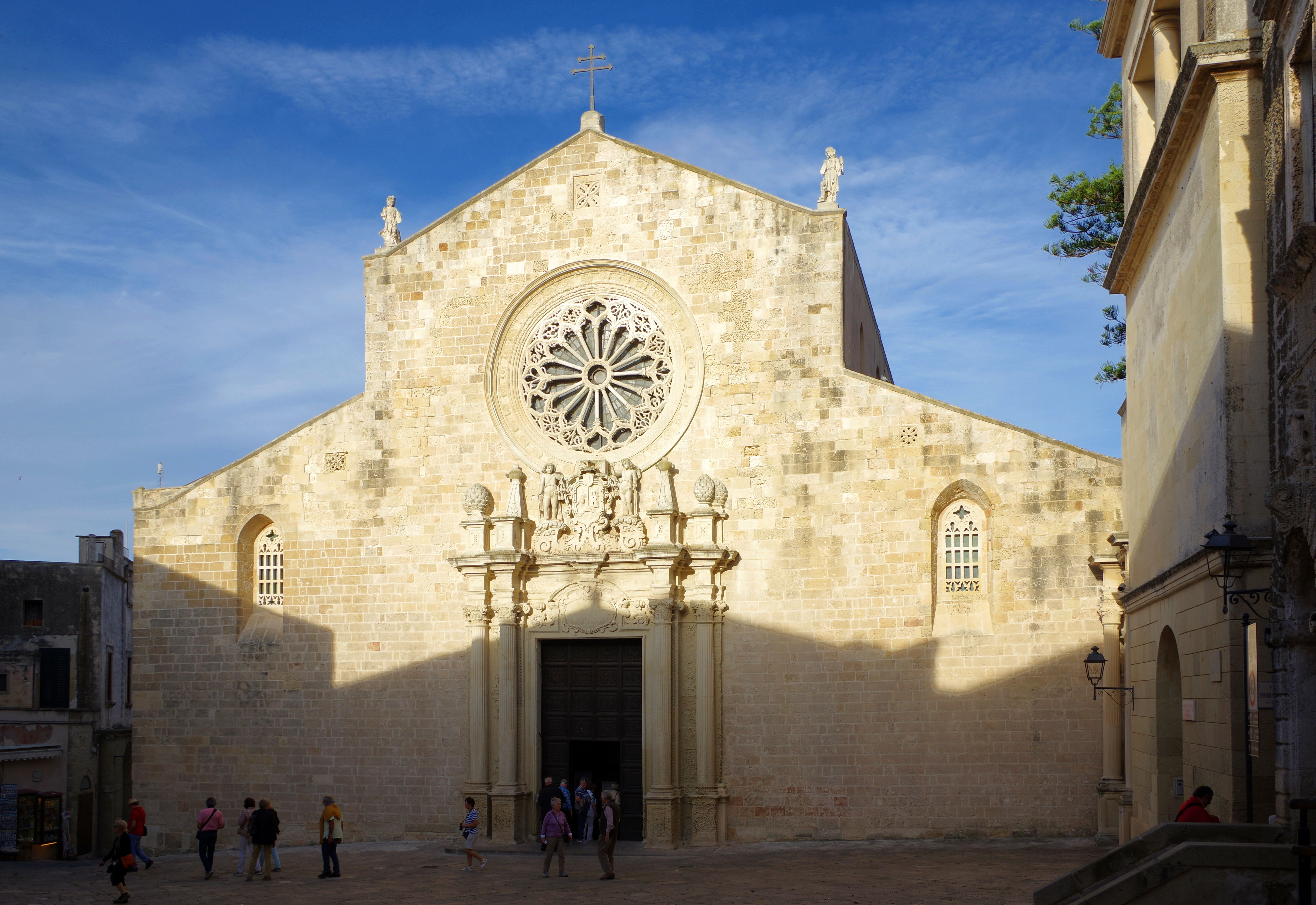
Kathedrale Maria Santissima Annunziata in Otranto